# Konguta kommun
Konguta vald är en kommun i Estland.   Den ligger i landskapet Tartumaa, i den södra delen av landet, 160 km sydost om huvudstaden Tallinn.
Följande samhällen finns i Konguta vald:
- Annikoru
- Konguta
- Metsalaane